# Terminalia erythrocarpa
Terminalia erythrocarpa är en tvåhjärtbladig växtart som beskrevs av Ferdinand von Mueller. Terminalia erythrocarpa ingår i släktet Terminalia och familjen Combretaceae. Inga underarter finns listade i Catalogue of Life.